# Bertrand Ier de Forcalquier
Pour l’article homonyme, voir Bertrand Ier.
Bertrand Ier, mort avant 1151, fut comte de Forcalquier de 1129 à sa mort. Il était fils de Guillaume III et de Garsende d'Albon.
D'après la Foundation for Medieval Genealogy, il succéda à son frère Guigues en 1149, mais mourut peu après. Selon Florian Mazel, il aurait été comte de 1129 à 1144. On peut concilier les deux versions en considérant que le comté de Forcalquier était sous le régime de la succession indivise, comme l'avait été le comté de Provence auparavant. Bertrand aurait très bien pu mourir en 1144 avant son frère qui serait resté seul comte, ou comte avec ses neveux.
Dès la mort de son père Guillaume, il doit lutter à l'intérieur de son propre comté pour maintenir son autorité : il prend ainsi aux Entrevennes-Mison les bourgs de Montfort et Château-Arnoux, qui ne payaient pas l'albergue. Ces communautés et ces seigneurs tiraient profit des guerres baussenques pour se dire inféodées au comte de Barcelone.
De son épouse Josserande de Flotte (fille d'Arnould et d'Adélaïde de Comps), il avait eu :
- Bertrand II († 1207), comte de Forcalquier ;
- Guillaume IV († 1209), comte de Forcalquier ;
- Josserand (v. 1150), qui serait venu s'établir en Jarez et aurait fondé la branche des Durgel de Saint-Priest[2] ;
- Alix († après 1219), mariée en 1180 à Giraud Amic de Sabran, seigneur de Châteauneuf, du Thor et de Jonquières ;
- Azalaïs († avant 1152), mariée à Sicard "le Vieux", vicomte de Lautrec[3].